# Château de Montégut
Le château de Montégut ou Montaigut, est un château disparu anciennement situé à Lisle-sur-Tarn, dans le Tarn (France).

## Historique

### Origine
Le site du château de Montégut, sur une promontoire au-dessus de la vallée du Tarn, est probablement occupé depuis l'époque gallo-romaine, par un fort puis une simple motte castrale.

### La croisade des albigeois
Pour un article plus général, voir Croisade des albigeois.
Au cours du XIe siècle, le seigneur de Montégut fait construire un château fort en remplacement de son castrum. Le site devient aussi le centre d'un village, comptant jusqu'à 650 habitants, ainsi que 42 gardes.
Lors de la croisade des albigeois, le seigneur des lieux, Arnaud de Montaigut, protège les cathares demeurant dans sa ville, principalement le parfait Adhémar de Roquemaure et le diacre de l’église cathare d’Albi, Aymeric de Collet. Néanmoins, lorsque Simon de Montfort et ses croisés arrivent de Lavaur, il se soumet afin d'éviter un combat. Pour autant, le traité de Meaux de 1229 le contraint tout de même à détruire son château, tandis que les habitants se déplacent vers les bords du Tarn, où ils créent la ville de Lisle-sur-Tarn,. De plus, Arnaud de Montaigut est spolié de ses titres par le nouveau comte de Toulouse, Alphonse de Poitiers.
Il demeure sur place un petit hameau ainsi que la chapelle Notre-Dame-de-Montaigut, de style roman, ancienne chapelle castrale.